# Lherm (Lot)
Lherm è un comune francese di 248 abitanti situato nel dipartimento del Lot nella regione dell'Occitania.

## Società

### Evoluzione demografica
Abitanti censiti